# سكوت ريان (سياسي)
سكوت ريان (بالإنجليزية: Scott Ryan)‏ هو سياسي أمريكي، ولد في 6 أبريل 1965. حزبياً، نشط في الحزب الجمهوري. وقد انتخب عضو مجلس نواب أوهايو.

## وصلات خارجية
- الموقع الرسمي